# Citrus Hills
Citrus Hills est une census-designated place du comté de Citrus, dans l'État de Floride, aux États-Unis,. En 2020, elle compte une population de 9 302 habitants.